# Céno Kurtev
 (février 2025).
Si vous disposez d'ouvrages ou d'articles de référence ou si vous connaissez des sites web de qualité traitant du thème abordé ici, merci de compléter l'article en donnant les références utiles à sa vérifiabilité et en les liant à la section « Notes et références ».
 (juin 2024).
La mise en forme du texte ne suit pas les recommandations de Wikipédia : il faut le « wikifier ».
Les points d'amélioration suivants sont les cas les plus fréquents. Le détail des points à revoir est peut-être précisé sur la page de discussion.
- Les titres sont pré-formatés par le logiciel. Ils ne sont ni en capitales, ni en gras.
- Le texte ne doit pas être écrit en capitales (les noms de famille non plus), ni en gras, ni en italique, ni en « petit »…
- Le gras n'est utilisé que pour surligner le titre de l'article dans l'introduction, une seule fois.
- L'italique est rarement utilisé : mots en langue étrangère, titres d'œuvres, noms de bateaux, etc.
- Les citations ne sont pas en italique mais en corps de texte normal. Elles sont entourées par des guillemets français : « et ».
- Les listes à puces sont à éviter, des paragraphes rédigés étant largement préférés. Les tableaux sont à réserver à la présentation de données structurées (résultats, etc.).
- Les appels de note de bas de page (petits chiffres en exposant, introduits par l'outil «  Source ») sont à placer entre la fin de phrase et le point final[comme ça].
- Les liens internes (vers d'autres articles de Wikipédia) sont à choisir avec parcimonie. Créez des liens vers des articles approfondissant le sujet. Les termes génériques sans rapport avec le sujet sont à éviter, ainsi que les répétitions de liens vers un même terme.
- Les liens externes sont à placer uniquement dans une section « Liens externes », à la fin de l'article. Ces liens sont à choisir avec parcimonie suivant les règles définies. Si un lien sert de source à l'article, son insertion dans le texte est à faire par les notes de bas de page.
- La présentation des références doit suivre les conventions bibliographiques. Il est recommandé d'utiliser les modèles {{Ouvrage}}, {{Chapitre}}, {{Article}}, {{Lien web}} et/ou {{Bibliographie}}. Le mode d'édition visuel peut mettre en forme automatiquement les références.
- Insérer une infobox (cadre d'informations à droite) n'est pas obligatoire pour parachever la mise en page.

Pour une aide détaillée, merci de consulter Aide:Wikification.
Si vous pensez que ces points ont été résolus, vous pouvez retirer ce bandeau et améliorer la mise en forme d'un autre article.
 (juin 2024).
Ceno Kurtev est un sous-officier bulgare, révolutionnaire, participant au mouvement révolutionnaire macédonien, membre et dirigeant de l'Organisation révolutionnaire macédonienne.

## Premières années
Ceno Kurtev naît à Zlatica en 1877. Il sert comme sous-officier dans le 24e régiment de la mer Noire à Bourgas. Il est membre du VMORO depuis 1900. Membre actif des fraternités secrètes des sous-officiers macédoniens-Odrina. Fin janvier 1903, Kurtev rejoint la compagnie de Mikhaïl Gerdjikov, qui pénètre à Odrinsko pour préparer la population au soulèvement à venir.

## Soulèvement d'Ilinden
Il participe au congrès de Petrova Niva en juillet 1903, au cours duquel il est nommé pour diriger le soulèvement dans le district de Vasilikoska, dans la région du village de Rezovo.
Dans cette zone, le soulèvement commence le 3 août, lorsque la compagnie de Ceno Kurtev attaque et tue trois gardes à Rezovo, qui tentent de récupérer violemment les fusils de la population. Le 4 août, les compagnies de Ceno Kurtev et Petar Angelov attaquent l'armée turque dans le village de Majura.
L'affrontement continue pendant cinq heures. Dix-huit soldats turcs sont tués et deux capturés. Le 6 août, la compagnie de Ceno Kurtev assiège la garnison turque du village de Corfou Kolibi. L'affrontement se poursuit durant deux jours et ce n'est que dans la soirée du 7 août que les Turcs survivants parviennent à s'échapper. Les 8 et 9 août, Ceno Kurtev détruit le phare près d'Ineada, afin de rendre difficile les déplacements maritimes des armées turques. Le 11 août, la compagnie de Ceno Kurtev attaque le village de Liman et le 13 août, elle entre dans la ville d'Ahtopol, déjà abandonnée par la garnison turque.
Le duc démantèle les salines d'État et distribue le sel à la population d'Ahtopol et des villages voisins - Brodilovo, Kosti, Kalandza et Stefanovo.

## Activité ultérieure
Après le soulèvement, Ceno Kurtev retourne en Bulgarie, mais continue à participer activement aux activités du VMORO. En 1904, Ceno Kurtev est envoyé comme commandant d'une compagnie à Kochansko, en Vardar Macédoine.
Là, il agit sous la direction du duc local Krstjo Bulgarie. Le 1er mars 1905, Ceno Kurtev entre en Macédoine au poste de contrôle de Kyoustendil du VMORO, à la tête d'une compagnie de 14 personnes et se dirige vers la région de Kochan. Une partie des Chetniks doit rejoindre la compagnie de Krstjo B'lgaria en remplacement.
Les deux ducs et vieux amis ne parviennent jamais à se rencontrer. Le duc Ceno Kurtev décède le 2 avril 1905, avec toute sa compagnie lors d'un affrontement avec l'armée turque près du village de Dramche, Kochansko, à l'âge de moins de 28 ans.